# Саліхов Кев Мінуллінович
Кев Мінуллінович Саліхов (нар. 3 листопада 1936) — доктор фізико-математичних наук, професор, академік РАН, провідний фахівець в галузі вивчення динаміки спінових систем у парамагнетиках, томографії, нанолітографії, Директор Казанського фізико-технічного інституту ім. Є. К. Завойського і заступник голови Казанського наукового центру Російської Академії наук, віце-президент Академії наук Республіки Татарстан.

## Біографія
Народився 3 листопада 1936 року.
У 1959 році закінчив фізичний факультет Казанського державного університету ім. В. І. Ульянова-Леніна.
З 1959 по 1962 роки навчався в аспірантурі Інституту високомолекулярних сполук АН СРСР.
З 1963 по 1988 роки працював науковим співробітником Інституту хімічної кінетики і горіння Сибірського відділення АН СРСР.
З 1968 по 1988 роки — доцент, професор кафедри загальної і теоретичної фізики Новосибірського державного університету.
З 1989 року — завідувач кафедри хімічної фізики Казанського державного університету ім. В. І. Ульянова-Леніна.
З 1988 року — директор Казанського фізико-технічного інституту ім. Є. К. Завойського.
Володіє англійською та німецькою мовами.
Одружений, двоє дітей.

## Нагороди
- лауреат Ленінської премії в галузі науки і техніки (1986), заслужений діяч науки Російської Федерації (1995)[2],
- золота медаль Міжнародного товариства ЕПР,
- орден «За заслуги перед Вітчизною» IV ступеня (2007)[3],
- орден «Знак Пошани»,
- звання «Знаменитий вчений наукового центру РІКЕН» (Японія),
- лауреат Державної премії Республіки Татарстан в галузі науки і техніки,
- лауреат міжнародної премії фонду Александра фон Гумбольдта (Німеччина),
- лауреат міжнародної премії ім. Е. К. Завойского
- лауреат Брукерівської премії Королівського хімічного товариства Великої Британії (2012)[4].